# حرث الجديد (حرث)
حرث الجديد هو دُوَّار يقع بجماعة اغريس لعلوي، إقليم الرشيدية، جهة درعة تافيلالت في المملكة المغربية. ينتمي الدوّار لمشيخة حرث التي تضم 3 دواوير. يقدر عدد سكانه بـ 2146 نسمة حسب الإحصاء الرسمي للسكان والسكنى لسنة 2004.

## روابط خارجية
- البوابة الوطنية للجماعات الترابية نسخة محفوظة 12 مارس 2018 على موقع واي باك مشين.
- المندوبية السامية للتخطيط